# 美国国家工程院
美国国家工程学院（英语：National Academy of Engineering），为美国工程学界的最高学术团体。美国工程学界的最高三大奖项均由美国国家工程院评选。现任院士每年选举产生新的院士。

## 简介
美国国家工程院为私立、不以盈利为目的的工程学学术团体。美国国家工程院是美國國家學院四大国家学术院之一，其他三大分别是：
- 美国国家科学院；
- 美国国家医学院；
- 美国国家科学研究委员会。

至2008年2月，美国国家工程院院士已达2227名，外籍院士达194名。

## 美国工程学界三大奖
美国工程学界三大奖，是指美国工程学界最为声名卓著的三个奖项，由美国国家工程学院颁发，分别为
：
- 拉斯奖
- 哥登奖
- 查尔斯·斯塔克·德雷珀奖